# نجيل ناقص
نجيل ناقص (الاسم العلمي:Cynodon incompletus) هو نوع من النباتات يتبع جنس النجيل من الفصيلة النجيلية.